# Eleições europeias de 2009 na Amadora

## Resultados Oficiais
| Partido                 | Partido                        | Votos   | %               | +/-   |
| ----------------------- | ------------------------------ | ------- | --------------- | ----- |
|                         | Partido Socialista             | 16 749  | 28,99 / 100,00  | 17,66 |
|                         | Partido Social Democrata       | 12 698  | 21,98 / 100,00  | -     |
|                         | Coligação Democrática Unitária | 9 008   | 15,59 / 100,00  | 1,13  |
|                         | Bloco de Esquerda              | 7 682   | 13,30 / 100,00  | 5,83  |
|                         | Partido Popular                | 4 323   | 7,48 / 100,00   | -     |
|                         | Movimento Esperança Portugal   | 917     | 1,59 / 100,00   | Novo  |
|                         | PCTP/MRPP                      | 739     | 1,28 / 100,00   | 0,13  |
|                         | Outros                         | 1 928   | 3,33 / 100,00   |       |
| Votos Inválidos         | Votos Inválidos                | 3 726   | 6,45 / 100,00   | 2,75  |
| Total                   | Total                          | 57 770  | 100,00 / 100,00 |       |
| Eleitorado/Participação | Eleitorado/Participação        | 146 486 | 39,44 / 100,00  | 2,27  |

## Resultados por Freguesia
Os resultados seguintes referem-se aos partidos que obtiveram mais de 1,00% dos votos:
| Freguesia  | %     | %     | %     | %     | %    | %    | %    | Votantes |
| Freguesia  | PS    | PSD   | CDU   | BE    | CDS  | MEP  | PCTP | Votantes |
| ---------- | ----- | ----- | ----- | ----- | ---- | ---- | ---- | -------- |
| Alfornelos | 26,58 | 23,07 | 10,46 | 16,53 | 8,80 | 2,31 | 0,82 | 3 672    |
| Alfragide  | 21,93 | 34,31 | 6,89  | 13,74 | 9,77 | 3,66 | 0,34 | 3 224    |
| Brandoa    | 31,46 | 15,74 | 22,14 | 10,22 | 5,91 | 1,35 | 2,09 | 5 108    |
| Buraca     | 29,54 | 20,17 | 15,77 | 12,37 | 7,65 | 1,58 | 1,90 | 4 681    |
| Damaia     | 31,95 | 21,49 | 16,03 | 13,11 | 6,41 | 1,38 | 1,09 | 7 519    |
| Falagueira | 31,56 | 16,94 | 20,95 | 12,14 | 7,12 | 1,31 | 1,51 | 5 041    |
| Mina       | 29,36 | 22,43 | 17,09 | 12,29 | 6,74 | 1,01 | 1,39 | 6 169    |
| Reboleira  | 26,91 | 23,52 | 13,65 | 16,06 | 8,36 | 1,26 | 0,96 | 5 310    |
| São Brás   | 25,39 | 21,17 | 14,23 | 15,04 | 8,24 | 1,67 | 1,40 | 6 297    |
| Venda Nova | 32,85 | 20,85 | 16,15 | 14,00 | 6,88 | 1,35 | 1,38 | 3 257    |
| Venteira   | 29,02 | 25,12 | 14,30 | 12,27 | 7,75 | 1,64 | 0,99 | 7 492    |
| Amadora    | 28,99 | 21,98 | 15,59 | 13,30 | 7,48 | 1,59 | 1,28 | 57 770   |

#### Alfornelos
| Partido                 | Partido                        | Votos | %               | +/-   |
| ----------------------- | ------------------------------ | ----- | --------------- | ----- |
|                         | Partido Socialista             | 976   | 26,58 / 100,00  | 20,29 |
|                         | Partido Social Democrata       | 847   | 23,07 / 100,00  | -     |
|                         | Bloco de Esquerda              | 607   | 16,53 / 100,00  | 6,29  |
|                         | Coligação Democrática Unitária | 384   | 10,46 / 100,00  | 1,64  |
|                         | Partido Popular                | 323   | 8,80 / 100,00   | -     |
|                         | Movimento Esperança Portugal   | 85    | 2,31 / 100,00   | Novo  |
|                         | Movimento Mérito e Sociedade   | 39    | 1,06 / 100,00   | Novo  |
|                         | Outros                         | 115   | 3,14 / 100,00   |       |
| Votos Inválidos         | Votos Inválidos                | 296   | 8,06 / 100,00   | 4,20  |
| Total                   | Total                          | 3 672 | 100,00 / 100,00 |       |
| Eleitorado/Participação | Eleitorado/Participação        | 9 226 | 39,80 / 100,00  | 2,65  |

#### Alfragide
| Partido                 | Partido                        | Votos | %               | +/-   |
| ----------------------- | ------------------------------ | ----- | --------------- | ----- |
|                         | Partido Social Democrata       | 1 106 | 34,31 / 100,00  | -     |
|                         | Partido Socialista             | 707   | 21,93 / 100,00  | 15,63 |
|                         | Bloco de Esquerda              | 443   | 13,74 / 100,00  | 3,11  |
|                         | Partido Popular                | 315   | 9,77 / 100,00   | -     |
|                         | Coligação Democrática Unitária | 222   | 6,89 / 100,00   | 0,99  |
|                         | Movimento Esperança Portugal   | 118   | 3,66 / 100,00   | Novo  |
|                         | Movimento Mérito e Sociedade   | 40    | 1,24 / 100,00   | Novo  |
|                         | Outros                         | 63    | 1,96 / 100,00   |       |
| Votos Inválidos         | Votos Inválidos                | 210   | 6,52 / 100,00   | 2,01  |
| Total                   | Total                          | 3 224 | 100,00 / 100,00 |       |
| Eleitorado/Participação | Eleitorado/Participação        | 6 764 | 47,66 / 100,00  | 0,60  |

#### Brandoa
| Partido                 | Partido                        | Votos  | %               | +/-   |
| ----------------------- | ------------------------------ | ------ | --------------- | ----- |
|                         | Partido Socialista             | 1 607  | 31,46 / 100,00  | 19,78 |
|                         | Coligação Democrática Unitária | 1 131  | 22,14 / 100,00  | 2,17  |
|                         | Partido Social Democrata       | 804    | 15,74 / 100,00  | -     |
|                         | Bloco de Esquerda              | 522    | 10,22 / 100,00  | 6,07  |
|                         | Partido Popular                | 302    | 5,91 / 100,00   | -     |
|                         | PCTP/MRPP                      | 107    | 2,09 / 100,00   | 0,47  |
|                         | Movimento Esperança Portugal   | 69     | 1,35 / 100,00   | Novo  |
|                         | Outros                         | 193    | 3,77 / 100,00   |       |
| Votos Inválidos         | Votos Inválidos                | 373    | 7,30 / 100,00   | 4,07  |
| Total                   | Total                          | 5 108  | 100,00 / 100,00 |       |
| Eleitorado/Participação | Eleitorado/Participação        | 14 268 | 35,80 / 100,00  | 3,44  |

#### Buraca
| Partido                 | Partido                        | Votos  | %               | +/-   |
| ----------------------- | ------------------------------ | ------ | --------------- | ----- |
|                         | Partido Socialista             | 1 383  | 29,54 / 100,00  | 17,65 |
|                         | Partido Social Democrata       | 944    | 20,17 / 100,00  | -     |
|                         | Coligação Democrática Unitária | 738    | 15,77 / 100,00  | 1,02  |
|                         | Bloco de Esquerda              | 579    | 12,37 / 100,00  | 5,50  |
|                         | Partido Popular                | 358    | 7,65 / 100,00   | -     |
|                         | PCTP/MRPP                      | 89     | 1,90 / 100,00   | 0,10  |
|                         | Movimento Esperança Portugal   | 74     | 1,58 / 100,00   | Novo  |
|                         | Outros                         | 176    | 3,77 / 100,00   |       |
| Votos Inválidos         | Votos Inválidos                | 340    | 7,26 / 100,00   | 2,79  |
| Total                   | Total                          | 4 681  | 100,00 / 100,00 |       |
| Eleitorado/Participação | Eleitorado/Participação        | 13 073 | 35,81 / 100,00  | 2,13  |

#### Damaia
| Partido                 | Partido                        | Votos  | %               | +/-   |
| ----------------------- | ------------------------------ | ------ | --------------- | ----- |
|                         | Partido Socialista             | 2 402  | 31,95 / 100,00  | 15,83 |
|                         | Partido Social Democrata       | 1 616  | 21,49 / 100,00  | -     |
|                         | Coligação Democrática Unitária | 1 205  | 16,03 / 100,00  | 0,67  |
|                         | Bloco de Esquerda              | 986    | 13,11 / 100,00  | 5,78  |
|                         | Partido Popular                | 482    | 6,41 / 100,00   | -     |
|                         | Movimento Esperança Portugal   | 104    | 1,38 / 100,00   | Novo  |
|                         | PCTP/MRPP                      | 82     | 1,09 / 100,00   | 0,08  |
|                         | Outros                         | 211    | 2,81 / 100,00   |       |
| Votos Inválidos         | Votos Inválidos                | 431    | 5,73 / 100,00   | 2,10  |
| Total                   | Total                          | 7 519  | 100,00 / 100,00 |       |
| Eleitorado/Participação | Eleitorado/Participação        | 17 687 | 42,51 / 100,00  | 2,71  |

#### Falagueira
| Partido                 | Partido                        | Votos  | %               | +/-   |
| ----------------------- | ------------------------------ | ------ | --------------- | ----- |
|                         | Partido Socialista             | 1 591  | 31,56 / 100,00  | 17,37 |
|                         | Coligação Democrática Unitária | 1 056  | 20,95 / 100,00  | 0,85  |
|                         | Partido Social Democrata       | 854    | 16,94 / 100,00  | -     |
|                         | Bloco de Esquerda              | 612    | 12,14 / 100,00  | 5,66  |
|                         | Partido Popular                | 359    | 7,12 / 100,00   | -     |
|                         | PCTP/MRPP                      | 76     | 1,51 / 100,00   | 0,04  |
|                         | Movimento Esperança Portugal   | 66     | 1,31 / 100,00   | Novo  |
|                         | Outros                         | 142    | 2,82 / 100,00   |       |
| Votos Inválidos         | Votos Inválidos                | 285    | 5,65 / 100,00   | 2,83  |
| Total                   | Total                          | 5 041  | 100,00 / 100,00 |       |
| Eleitorado/Participação | Eleitorado/Participação        | 12 833 | 39,28 / 100,00  | 1,31  |

#### Mina
| Partido                 | Partido                        | Votos  | %               | +/-   |
| ----------------------- | ------------------------------ | ------ | --------------- | ----- |
|                         | Partido Socialista             | 1 811  | 29,36 / 100,00  | 16,60 |
|                         | Partido Social Democrata       | 1 384  | 22,43 / 100,00  | -     |
|                         | Coligação Democrática Unitária | 1 054  | 17,09 / 100,00  | 1,59  |
|                         | Bloco de Esquerda              | 758    | 12,29 / 100,00  | 5,48  |
|                         | Partido Popular                | 416    | 6,74 / 100,00   | -     |
|                         | PCTP/MRPP                      | 86     | 1,39 / 100,00   | 0,29  |
|                         | Movimento Esperança Portugal   | 62     | 1,01 / 100,00   | Novo  |
|                         | Outros                         | 202    | 3,27 / 100,00   |       |
| Votos Inválidos         | Votos Inválidos                | 396    | 6,42 / 100,00   | 2,62  |
| Total                   | Total                          | 6 169  | 100,00 / 100,00 |       |
| Eleitorado/Participação | Eleitorado/Participação        | 16 323 | 37,79 / 100,00  | 2,67  |

#### Reboleira
| Partido                 | Partido                        | Votos  | %               | +/-   |
| ----------------------- | ------------------------------ | ------ | --------------- | ----- |
|                         | Partido Socialista             | 1 429  | 26,91 / 100,00  | 18,18 |
|                         | Partido Social Democrata       | 1 249  | 23,52 / 100,00  | -     |
|                         | Bloco de Esquerda              | 853    | 16,06 / 100,00  | 6,60  |
|                         | Coligação Democrática Unitária | 725    | 13,65 / 100,00  | 1,28  |
|                         | Partido Popular                | 444    | 8,36 / 100,00   | -     |
|                         | Movimento Esperança Portugal   | 67     | 1,26 / 100,00   | Novo  |
|                         | Outros                         | 217    | 4,09 / 100,00   |       |
| Votos Inválidos         | Votos Inválidos                | 326    | 6,14 / 100,00   | 2,74  |
| Total                   | Total                          | 5 310  | 100,00 / 100,00 |       |
| Eleitorado/Participação | Eleitorado/Participação        | 13 577 | 39,11 / 100,00  | 1,89  |

#### São Brás
| Partido                 | Partido                        | Votos  | %               | +/-   |
| ----------------------- | ------------------------------ | ------ | --------------- | ----- |
|                         | Partido Socialista             | 1 599  | 25,39 / 100,00  | 21,98 |
|                         | Partido Social Democrata       | 1 333  | 21,17 / 100,00  | -     |
|                         | Bloco de Esquerda              | 947    | 15,04 / 100,00  | 7,39  |
|                         | Coligação Democrática Unitária | 896    | 14,23 / 100,00  | 1,71  |
|                         | Partido Popular                | 519    | 8,24 / 100,00   | -     |
|                         | Movimento Esperança Portugal   | 105    | 1,67 / 100,00   | Novo  |
|                         | PCTP/MRPP                      | 88     | 1,40 / 100,00   | 0,30  |
|                         | Partido Nacional Renovador     | 81     | 1,24 / 100,00   | 1,02  |
|                         | Movimento Mérito e Sociedade   | 68     | 1,08 / 100,00   | Novo  |
|                         | Outros                         | 165    | 2,62 / 100,00   |       |
| Votos Inválidos         | Votos Inválidos                | 496    | 7,88 / 100,00   | 3,67  |
| Total                   | Total                          | 6 297  | 100,00 / 100,00 |       |
| Eleitorado/Participação | Eleitorado/Participação        | 16 139 | 39,02 / 100,00  | 4,17  |

#### Venda Nova
| Partido                 | Partido                        | Votos | %               | +/-   |
| ----------------------- | ------------------------------ | ----- | --------------- | ----- |
|                         | Partido Socialista             | 1 070 | 32,85 / 100,00  | 14,19 |
|                         | Partido Social Democrata       | 679   | 20,85 / 100,00  | -     |
|                         | Coligação Democrática Unitária | 526   | 16,15 / 100,00  | 1,83  |
|                         | Bloco de Esquerda              | 456   | 14,00 / 100,00  | 7,15  |
|                         | Partido Popular                | 224   | 6,88 / 100,00   | -     |
|                         | PCTP/MRPP                      | 45    | 1,38 / 100,00   | 0,44  |
|                         | Movimento Esperança Portugal   | 44    | 1,35 / 100,00   | Novo  |
|                         | Partido da Terra               | 33    | 1,01 / 100,00   | 0,36  |
|                         | Outros                         | 63    | 1,93 / 100,00   |       |
| Votos Inválidos         | Votos Inválidos                | 117   | 3,59 / 100,00   | 0,30  |
| Total                   | Total                          | 3 257 | 100,00 / 100,00 |       |
| Eleitorado/Participação | Eleitorado/Participação        | 8 647 | 37,67 / 100,00  | 2,63  |

#### Venteira
| Partido                 | Partido                        | Votos  | %               | +/-   |
| ----------------------- | ------------------------------ | ------ | --------------- | ----- |
|                         | Partido Socialista             | 2 174  | 29,02 / 100,00  | 15,63 |
|                         | Partido Social Democrata       | 1 882  | 25,12 / 100,00  | -     |
|                         | Coligação Democrática Unitária | 1 071  | 14,30 / 100,00  | 0,84  |
|                         | Bloco de Esquerda              | 919    | 12,27 / 100,00  | 4,42  |
|                         | Partido Popular                | 581    | 7,75 / 100,00   | -     |
|                         | Movimento Esperança Portugal   | 123    | 1,64 / 100,00   | Novo  |
|                         | Outros                         | 286    | 3,82 / 100,00   |       |
| Votos Inválidos         | Votos Inválidos                | 456    | 6,09 / 100,00   | 2,53  |
| Total                   | Total                          | 7 492  | 100,00 / 100,00 |       |
| Eleitorado/Participação | Eleitorado/Participação        | 17 949 | 41,74 / 100,00  | 0,81  |